# Скадарска Крајина
Скадарска Крајина, односно Зетска Крајина, је историјска и географска област у данашњој Црној Гори, између планина Сутормана, Румије, брда Тарабоша, реке Бојане и Скадарског језера. Првобитно је припадала средњовјековној Дукљи, односно Зети, а убрајана је међу приморске области Доње Зете. Током раздобља турске власти припадала је Скадарском санџаку. Западни дио области је ослобођен 1878. године, а источни 1912. године. Од тада се налази у саставу Црне Горе. Према административном уређењу, припада општини Бар.

## Историја
Крајина се први пут помиње у Љетопису попа Дукљанина, као област у којој се почетком 11. вијека налазио двор дукљанског кнеза Јована Владимира. На истом месту се налазио и храм посвећен Богородици, при којем се развио манастир Острос, познат и као Пречиста Крајинска. Током средњовековног раздобља, Крајина је спадала у Доњу Зету, која је обухватала све зетске приморске области.
Средином 15. вијека, Католичка црква је уз помоћ Млетачке републике покушала да створи посебну унијатску, односно гркокатоличку епархију у Доњој Зети, са циљем сузбијања српске православне Зетске епархије. Тада је у тој области био постављен и посебан унијатски владика, који је покушао да се учврсти управо на подручју доњозетске Крајине, око Пречисте Крајинске, али тај подухват није имао већег успјеха.

## Становништво
Становници Крајине су у изворима помињани као Крајињани. Данашње становништво Крајине је етнички и вјерски хетерогено, а чине га Албанци, Црногорци и Срби. Већинско становништво је албанске националности. Насеља у крајини су: Горњи Мурићи, Репаза, Пинчићи, Бапсула, Ливари, Горња и Доња Бриска, Тијана, Горња Крајина, Драговићи, Костања, Рамуша, Ћуријан, Мрња, Мали Острос, Вељи острос, Арбанеш, Доња Крајина, Доњи Мурићи, Бес, Бијаца, Бобовишта, Сијерча, Цкла, Зогање и Широке.